# Trzęsowice
Trzęsowice é uma aldeia no distrito administrativo de Gmina Zawonia, Condado de Trzebnica, Baixa Silésia, no sudoeste da Polónia